# جيمي لين سبيرز
جيمي لين سبيرز (Jamie Lynn Spears؛ ولدت في 4 أبريل 1991) هي ممثلة أمريكية وأخت مغنية البوب الشهيرة بريتني سبيرز. أخذت دور البطولة في مسلسل «زوي 101» في قناة نيكولوديون.

## أبرز الأعمال السينمائية
- «كل ذلك» (All That)
- «مفترق الطرق» (Crossroads)
- «زوي 101» (Zoey 101)
- «الآنسة المرشدة» (Miss Guided)
- «خرافات غير مستقرة» (Unstable Fables: Goldilocks & 3 Bears Show)

## وصلات خارجية
- جيمي لين سبيرز على موقع IMDb (الإنجليزية)
- جيمي لين سبيرز على موقع روتن توميتوز (الإنجليزية)
- جيمي لين سبيرز على موقع ألو سيني (الفرنسية)
- جيمي لين سبيرز على موقع ميوزك برينز (الإنجليزية)
- جيمي لين سبيرز على موقع أول موفي (الإنجليزية)
- جيمي لين سبيرز على موقع قاعدة بيانات الأفلام السويدية (السويدية)
- جيمي لين سبيرز على موقع إن إن دي بي (الإنجليزية)
- جيمي لين سبيرز على موقع ديسكوغز (الإنجليزية)
- جيمي لين سبيرز على موقع قاعدة بيانات الفيلم (الإنجليزية)
- جيمي لين سبيرز على موقع كينوبويسك (الروسية)

- الموقع الرسمي